# (476) Hedwig
(476) Hedwig – planetoida z pasa głównego asteroid okrążająca Słońce w ciągu 4 lat i 116 dni w średniej odległości 2,65 j.a. Została odkryta 17 sierpnia 1901 roku w Landessternwarte Heidelberg-Königstuhl w Heidelbergu przez Luigi Carnerę. Nazwa planetoidy pochodzi od imienia żony skandynawskiego astronoma Elisa Strömgrena. Przed nadaniem nazwy planetoida nosiła oznaczenie tymczasowe (476) 1901 GQ.